# Grzegorz Gerwazy Gorczycki
Grzegorz Gerwazy Gorczycki (Rossberg, 1665 circa – Cracovia, 30 aprile 1734) è stato un compositore polacco.

## Biografia
Nacque a Rossberg (Rozbark) presso Beuthen (Bytom) in Slesia verso il 1665, ma si sa poco della sua infanzia e adolescenza. Poco si sa anche della sua formazione musicale; frequentò l'Università Carolina di Praga, dove si laureò in arti liberali e filosofia, successivamente frequentò l'Università di Vienna, licenziandosi in teologia. Arrivò a Cracovia nel 1689 o nel 1690, per frequentarvi il seminario. Fu ordinato presbitero il 22 marzo 1692.
Subito dopo la sua ordinazione, fu nominato all'accademia per i preti missionari di Chełmno in Pomerania, dove insegnò retorica e poesia e diresse l'orchestra locale. Dopo due anni tornò a Cracovia, dove fu nominato curato della cattedrale e suonò nell'orchestra della cattedrale. Fu nominato direttore il 10 gennaio 1698 e rimase in carica per il resto della sua vita.
La prima registrazione di una composizione di Gorczycki risale al 1694, ma doveva aver già composto un buon numero di opere prima del 1698, quando fu nominato Kapellmeister. Nessuna delle sue composizioni fu pubblicata durante la sua vita, cosicché la maggior parte sono andate perdute; tuttavia 39 composizioni gli possono essere attribuite con certezza.

## Composizione
L'opera di Gorczycki può essere divisa in tre filoni:

### Opere instile antico
Comprendono opere per coro a quattro voci, sia a cappella sia con accompagnamento di una piccola orchestra. Si può notare la maestria di Gorczycki nel contrappunto; scrisse messe e arrangiamenti di introiti, antifone, offertori e inni.
Fra queste composizioni si annoverano:
- la Missa paschalis
- la Missa "Rorate"
- Sepulto Domino
- Tota pulchra es Maria
- Dignare me laudare te
- Ave Maria

### Opere in stileconcertante
Questo stile era in voga all'epoca, in opposizione allo stile rinascimentale delle opere precedenti. Queste opere furono composte per coro e piccola orchestra.
Fra queste composizioni si annoverano:
- Laetatus sum
- In virtute tua
- Conductus funebris
- Completorium
- Illuxit sol
- Litaniae de Providentia Divina

### Opere strumentali
Sebbene questa categoria sia relativamente esigua, è noto Gorczycki compose un certo numero di pezzi strumentali; nel 1962 fu scoperta l'esistenza di una polacca, di cui rimane solo una piccola parte per violino. È anche noto che l'orchestra di Wieluń aveva nel suo repertorio un'Ouverture in re maggiore di Gorczycki.